# Carl Alexander Clerck
Carl Alexander Clerck (1709-22 de julio de 1765) fue un naturalista, entomólogo, y aracnólogo sueco.
Clerck provenía de una familia de la pequeña nobleza, entró en la Universidad de Upsala en 1726. Poco se sabe de sus estudios, se desconoce si tiene algún contacto con el genial Linneo (1707-1778) durante su tiempo en Upsala. Sus limitados medios lo obligaron a salir de la Universidad tempranamente y entrar en la administración pública, y después termina trabajando en la administración de la ciudad de Estocolmo.

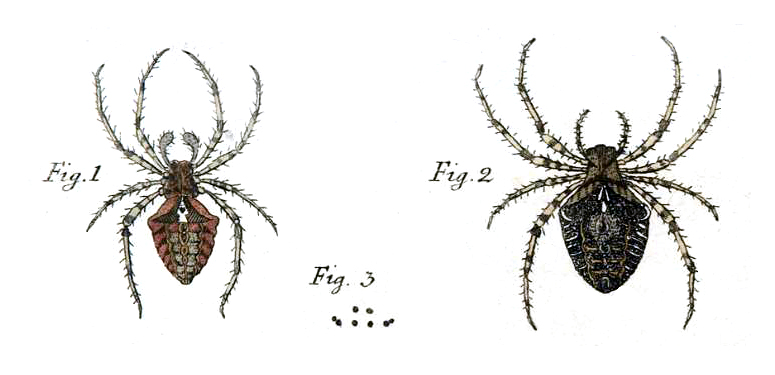
Imágenes originales de macho y hembra de Araneus angulatus en la Plancha 1 de Svenska Spindlar

Su interés por la Historia natural parece haber llegado a una edad más madura, influenciado por una conferencia de Linneo a la que asistió en Estocolmo en el año 1737. En los años siguientes recoge y clasifica un gran número de arañas, junto con más observaciones generales sobre el comportamiento de las arañas, publicando Svenska spindlar ("Arañas de Suecia", 1757, también conocida por su título latino, Aranei Suecici).
También inició la publicación de Insectorum somos Icones rariorum, una serie de placas, pero sin comentar que ilustran numerosas especies de mariposas, que quedó inconclusa después del tercer fascículo (1766) a causa de la muerte de Clerck.
Finalmente Clerck se convirtió en un amigo y corresponsal de Linneo, que apreciaba mucho su trabajo y, a través de su patrocinio fue elegido como miembro de la Sociedad Real de Ciencias de Upsala en 1756 y de la Real Academia Sueca de Ciencias en 1764.
La colección de Clerck se encuentra hoy en el Museo Sueco de Historia Natural.

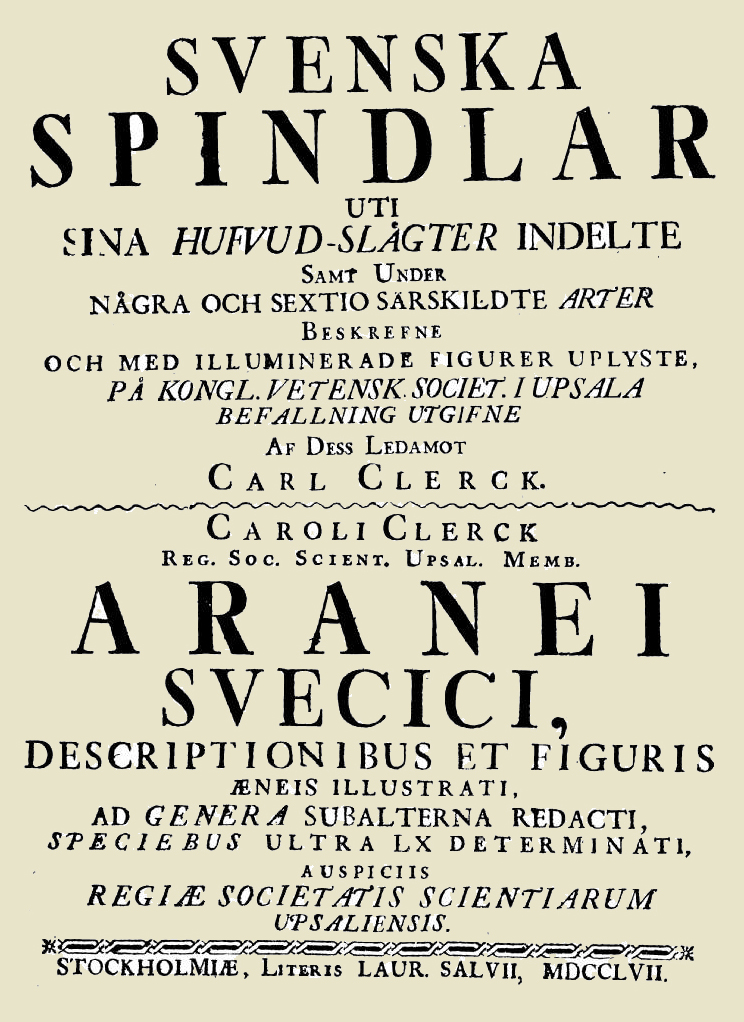
Página del título de la edición 1757 del Svenska Spindlar